# 5e cérémonie des Rubans d'argent
La 5e cérémonie des Rubans d'argent, organisée par le syndicat national des journalistes cinématographiques italiens, s'est déroulée en 1950. 

## Palmarès

### Meilleur réalisateur
- Augusto Genina - La Fille des marais

### Meilleur scénario
- Renato Castellani, Suso Cecchi D'Amico et Cesare Zavattini - È primavera

### Meilleure photographie
- Aldo Graziati pour l'ensemble de son œuvre

### Meilleurs décors
- Aldo Tomassini et Léon Barsacq - La Beauté du diable

### Meilleure musique de film
- Roman Vlad  pour l'ensemble de son œuvre

### Meilleur documentaire
- Mensonge amoureux de Michelangelo Antonioni

### Réalisateur du meilleur film étranger
- Laurence Olivier pour Henry V

### Meilleure actrice étrangère
- Olivia de Havilland - La Fosse aux serpents

### Meilleur acteur étranger
- Michel Simon - La Beauté du diable